# Hornádské predhorie
Hornádské predhorie je geomorfologický podcelek Čierné hory. Zabírá širší okolí údolí Hornádu mezi Kysakem a Košicemi.

## Polohopis
Podcelek zabírá jižní část Čierne hory a v rámci pohoří sousedí na severu se Sopotníckymi vrchy a Pokryvy. Západně leží Volovské vrchy s podcelkem Kojšovská hoľa, na jihu a východě navazuje Košická kotlina s podcelky Medzevská pahorkatina, Košická rovina a Toryská pahorkatina.

## Významné vrcholy
- Hrbok (573 m n. m.)
- Dubina (525 m n. m.)
- Hradová (466 m n. m.)

## Ochrana přírody
V této části pohoří leží maloplošné chráněné území Kavečianska stráň.

## Doprava
Západním okrajem území vede silnice II/547 (Krompachy - Margecany - Košice). Centrální částí údolím Hornádu vede železniční trať Košice–Žilina, na kterou se ve stanici Kysak připojuje trať do Prešova .

## Turismus
Centrální částí území vede  červeně značená Cesta hrdinů SNP, ale na území podcelku je i několik dalších značených stezek. Turisticky atraktivní pro obyvatele i návštěvníky Košic je zejména zoo a vrch Hradová s vyhlídkovou věží a pozůstatky Košického hradu.